# Hongkongia reptrix
Hongkongia reptrix är en spindelart som beskrevs av Christa L. Deeleman-Reinhold 200. Hongkongia reptrix ingår i släktet Hongkongia och familjen plattbuksspindlar. Inga underarter finns listade i Catalogue of Life.